# 2024年成都网球公开赛
2024年成都网球公开赛，即第6届成都网球公开赛，于2024年9月18–24日在中国四川省成都市的四川国际网球中心举行，是2024年ATP巡回赛的一部分。赛事级别为ATP250巡回赛，场地类型为室外硬地球场。
中国本土选手商竣程在决赛中战胜了赛会头号种子洛伦佐·穆塞蒂获得单打冠军，这是他首次进入ATP巡回赛决赛并获得单打冠军，他在冠军之路上仅丢一盘（第二轮对阵罗曼·萨菲乌林），成为继2023年达拉斯网球公开赛的吴易昺之后，公开赛时代第2位获得巡回赛单打冠军的中国男子球员。商竣程还是第一位赢得单打冠军的2005年出生的球员，这使他成为本赛季巡回赛中最年轻的冠军。
双打卫冕冠军萨迪奥·敦比亚和法比安·勒布尔也是本次赛会双打头号种子，他们也最终卫冕成功，赢得了本赛季的第三个巡回赛双打冠军。

## 比赛结果
| 项目 | 冠军                        | 亚军                          | 比分             |
| ---- | --------------------------- | ----------------------------- | ---------------- |
| 单打 | 商竣程                      | 洛伦佐·穆塞蒂                 | 7–6(7-4), 6–1    |
| 双打 | 萨迪奥·敦比亚 法比安·勒布尔 | 尤奇·班布里 阿尔巴诺·奥利维蒂 | 6–4, 4–6, [10–4] |

## 单打比赛

### 种子选手
| 协会   | 球员                   | 排名 | 种子号 |
| ------ | ---------------------- | ---- | ------ |
| 波蘭   | 胡贝特·胡尔卡奇        | 8    | 1      |
| 義大利 | 洛伦佐·穆塞蒂          | 19   | 1      |
|        | 亚历山大·巴伯里克      | 27   | 2      |
| 智利   | 尼可拉斯·雅里          | 28   | 3      |
|        | 乔丹·汤普森            | 29   | 4      |
| 葡萄牙 | 努诺·博尔热斯          | 30   | 6      |
| 西班牙 | 佩德罗·马丁内斯        | 42   | 5      |
| 法國   | 加埃尔·孟菲尔斯        | 44   | 6      |
| 美国   | 马科斯·吉隆            | 45   | 7      |
| 美国   | 阿德里安·曼纳里诺      | 46   | 5      |
| 義大利 | 洛伦佐·索内戈          | 50   | 6      |
| 法國   | 乔瓦尼·姆佩奇·佩里卡尔 | 51   | 7      |
|        | 罗曼·萨菲乌林          | 56   | 8      |

- 1 参考2024年9月16日排名[5]

### 其他途径参赛选手
外卡：
- 锦织圭
- 孙发京
- 周意

资格赛：
- 阿利别克·卡奇马佐夫
- 望月慎太郎
- 费德里科·阿古斯丁·戈麦斯
- 特伦斯·阿特马纳

退赛：
- 雅各布·门希克 → 被替补为  商竣程
- 米奥米尔·凯茨曼诺维奇 → 被替补为  丹尼尔太郎
- 胡贝特·胡尔卡奇 → 被替补为  博尔纳·丘里奇
- 努诺·博尔热斯 → 被替补为  克里斯托弗·奥康奈尔
- 詹姆斯·达克沃思 → 被替补为  卢卡斯·克莱恩
- 马科斯·吉隆 → 被替补为  亚当·沃尔顿
- 加埃尔·孟菲尔斯 → 被替补为  曾俊欣
- 乔丹·汤普森 → 被替补为  扬尼克·汉夫曼

## 双打比赛

### 种子选手
| 协会   | 球员                        | 协会 | 球员                 | 综合排名 | 种子号 |
| ------ | --------------------------- | ---- | -------------------- | -------- | ------ |
| 法國   | 萨迪奥·敦比亚               | 法國 | 法比安·勒布尔        | 59       | 1      |
| 美国   | 奥斯汀·克拉吉塞克           | 荷蘭 | 让-朱利安·罗耶尔     | 68       | 2      |
| 印度   | 尤奇·班布里                 | 法國 | 阿尔巴诺·奥利维蒂    | 87       | 3      |
| 墨西哥 | 米格尔·安赫尔·雷耶斯-巴雷拉 |      | 约翰-帕特里克·史密斯 | 122      | 4      |

- 1 参考2024年9月16日排名。

### 其他途径参赛选手
外卡
- 莫业聪 /  唐盛
- 王傲然 /  周意

退赛：
- 伊万·多迪格 /  亚当·帕拉塞卡 → 被替补为  伊万·多迪格 /  拉斐尔·梅托斯
- 拉斐尔·梅托斯 /  马塞洛·梅洛 → 被替补为  松井俊英 /  亚当·沃尔顿
- 詹姆斯·达克沃思 /  罗曼·萨菲乌林 → 被替补为  本杰明·洛克 /  Courtney John Lock
- 奥斯汀·克拉吉塞克 /  让-朱利安·罗耶尔 → 被替补为  崔杰 /  孙发京
- 克里斯托弗·奥康奈尔 /  乔丹·汤普森 → 被替补为  帕维尔·科托夫 /  乔瓦尼·姆佩奇·佩里卡尔